# Jaroslav Roubal
Jaroslav Roubal (* 23. února 1968, Praha) je český sportovní novinář. Postupně působil v denících Prostor, Lidová demokracie, Večerník Praha, Večerka a Sport. Od roku 2000 pracuje jako editor na internetovém portálu iDNES.cz, kde je zástupcem vedoucího sportovní rubriky. Byl zpravodajem na LOH 2004 v Athénách, ZOH 2006 v Turíně, MS v ledním hokeji 1994 v Bolzanu v Itálii, MS v ledním hokeji 1997 ve Finsku, MS v ledním hokeji 1999  v Norsku a atletických šampionátech.